# Hermann Bleuler

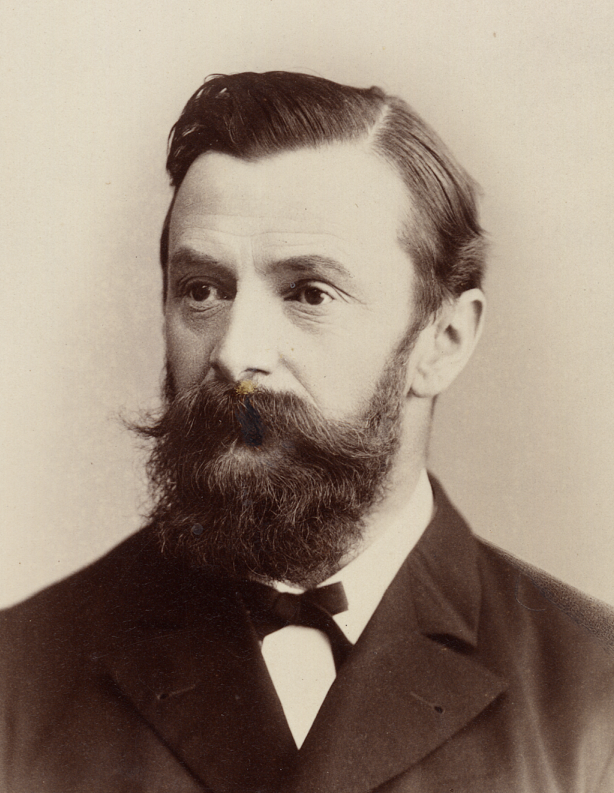
Hermann Bleuler (1837–1912)

Hermann Bleuler (* 11. September 1837 in Hottingen; † 7. Februar 1912 in Zürich) war ein Schweizer Maschineningenieur, Geschützkonstrukteur und Oberst. Seine Konstruktion einer Feldhaubitze mit Bogenschuss galt als bahnbrechend.

## Leben und Werk
Hermann Bleuler war ein Sohn des Kaufmanns, Unternehmers und Politikers Johann Caspar Bleuler (1801–1882) und der Sophie Regula, geborene Arter. Sie war die Schwägerin von Carl Abegg.
Bleuler wuchs mit fünf Geschwistern an der heutigen Eidmattstrasse im Zürcher Stadtkreis 7 auf. 1845 kam er auf das Internat von Friedrich Staub in Männedorf. Später besuchte er das untere Gymnasium in Zürich und studierte von 1855 bis 1858 am Polytechnikum in Zürich. Anschliessend absolvierte er als diplomierter Maschineningenieur und Aspirant erster Klasse eine Artillerierekrutenschule in Zürich und im folgenden Jahr als Aspirant zweiter Klasse eine Zentralschule in Thun. Von 1859 bis 1861 arbeitete er in der Maschinenfabrik Bell in Kriens.

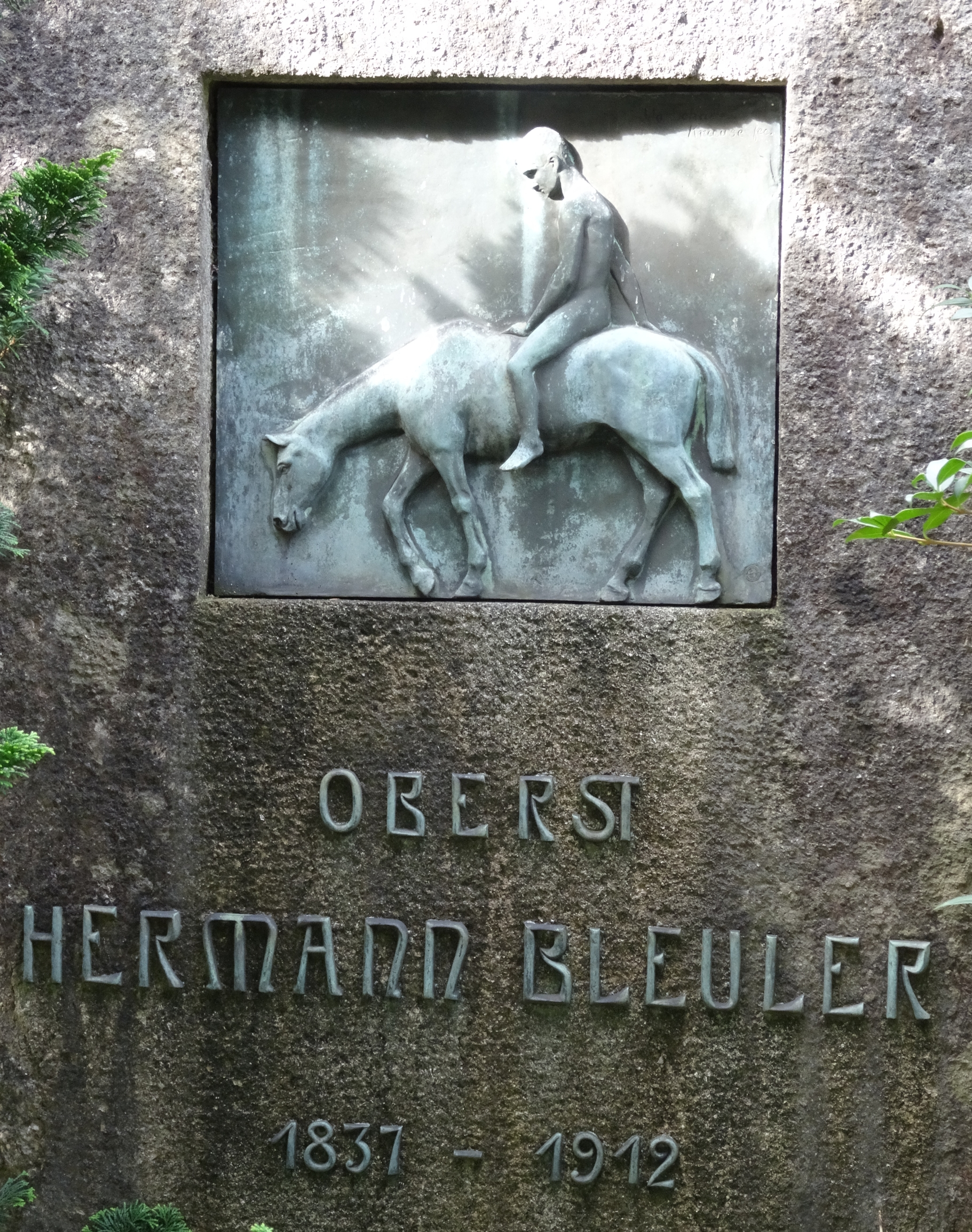
Grab, Friedhof Enzenbühl in Zürich.

General Hans Herzog bot Bleuler 1861 eine Stelle im eidgenössischen Artilleriebüro in Aarau an. 1862 besuchte er in amtlicher Mission die Weltausstellung in London und die staatlichen Werkstätten von Woolwich, Woltham und Entfield. Wieder in der Schweiz wurde er zum Oberleutnant befördert und in den Artilleriestab versetzt. Zeitgleich wurde er zum Sekretär der eidgenössischen Artilleriekommission ernannt. Von 1862 bis 1870 leitete er das eidgenössischen Artilleriebüro in Aarau. Von 1870 bis 1888 war er Oberinstruktor der Artillerie. Bleuler wurde 1871 zum Oberst befördert. Von 1891 bis 1904 war er Kommandant des 3. Armeekorps und Mitglied der Landesverteidigungskommission.
Hermann Bleuler war ab 1881 Mitglied des Schweizerischen Schulrats. 1888 wurde er vom Bundesrat als Nachfolger von Johann Karl Kappeler (1816–1888) in den schweizerischen Schulrat gewählt, dem er als Präsident bis 1905 angehörte. Als solcher unterstützte er den Bau von Ingenieurlaboratorien an der ETH. Bleuer war einer der Organisatoren des ersten Internationalen Mathematikkongresses in Genf. Wegen körperlichen Gebrechen musste er 1906 definitiv aus dem Polytechnikum zurücktreten.
Bleuler heiratete 1873 Emma, geborene Huber. Sein Schwager war der Industrielle Peter Emil Huber und sein Enkel war der Physiker Konrad Bleuler. Der Architekt Alfred Friedrich Bluntschli baute für Bleuler von 1885 bis 1888 die Villa Bleuler. 1901 verkaufte er die Villa an die Familie Carl Abegg-Stockar und erwarb stattdessen das Wohnhaus Auf der Hoeh' an der Freiestrasse 138, das Architekturprofessor Georg Lasius 1876 für seine eigene Familie entworfen, errichtet und mit dieser bewohnt hatte. 1990 übernahm das Schweizerische Institut für Kunstwissenschaft (SIK) die Villa Bleuler samt Nebengebäude im Baurecht. Der Park blieb im Besitz der Stadt Zürich.
Nach einem Schlaganfall und längeren Leiden verstarb Hermann Bleuler. Seine letzte Ruhestätte fand er auf dem Friedhof Enzenbühl in Zürich.